# ヒロ (写真家)
若林 康宏（わかばやし やすひろ、1930年11月3日 - 2021年8月15日）は、ヒロ (Hiro) という名で職業的活動をしていた商業写真家。1930年に上海で、日本人の両親のもとに生まれた。ヒロは、「photographer’s photographer（写真家に愛される写真家）」であり非常に特徴的な視野をもち、1960年代半ば以降に発表されたファッション写真や静物写真は数多くの模倣者を生み出し、今日にも続く影響力をもった。

## 経歴
第二次世界大戦後、一家は中国から日本へ引き揚げた。1954年、ヒロは渡米し、短期間だけニューヨークの現代写真学校 (School of Modern Photography) に入った。しかし、この学校に満足できなかった彼は、レスター・ブックビンダー (Lester Bookbinder) やリューベン・サンバーグ (Reuben Samberg) のスタジオに弟子入りして学んだ。1956年の末には、ファッション写真家リチャード・アヴェドンの下で働き始めた。同じころヒロは、ファッション雑誌『ハーパーズ バザー』のアートディレクターだったアレクセイ・ブロドヴィッチと出会い、しばらくの間、ニュースクール大学でブロドヴィッチがデザイン教室を行なう際に、その助手として働いた。
1957年末には、ヒロは既にアヴェドンの下を離れており、独立していた。その後、数年のうちに、ヒロはファッション写真家としてスターになった。1956年から1975年にかけて、『ハーパーズ バザー』のスタッフ写真家として大きく貢献し、1969年には、アメリカ雑誌写真家協会（American Society of Magazine Photographers：後のアメリカ・メディア写真家協会、American Society of Media Photographers）から、「今年の写真家 (Photographer of the Year)」に選ばれた。彼の初期の出世作のひとつは、1963年の牛の蹄にハリー・ウィンストンのダイヤモンドのネックレスを置いた写真であった。シュールレアルでユニークなヒロの写真は。エレガントでクリーンな表現でも知られていた。こうした写真の画質は、特異なライティング、意外な要素の組み合わせと、彼独特の色彩によって確立されていた。
1976年のローリング・ストーンズのアルバム『ブラック・アンド・ブルー』では、ジャケット撮影を担当した。

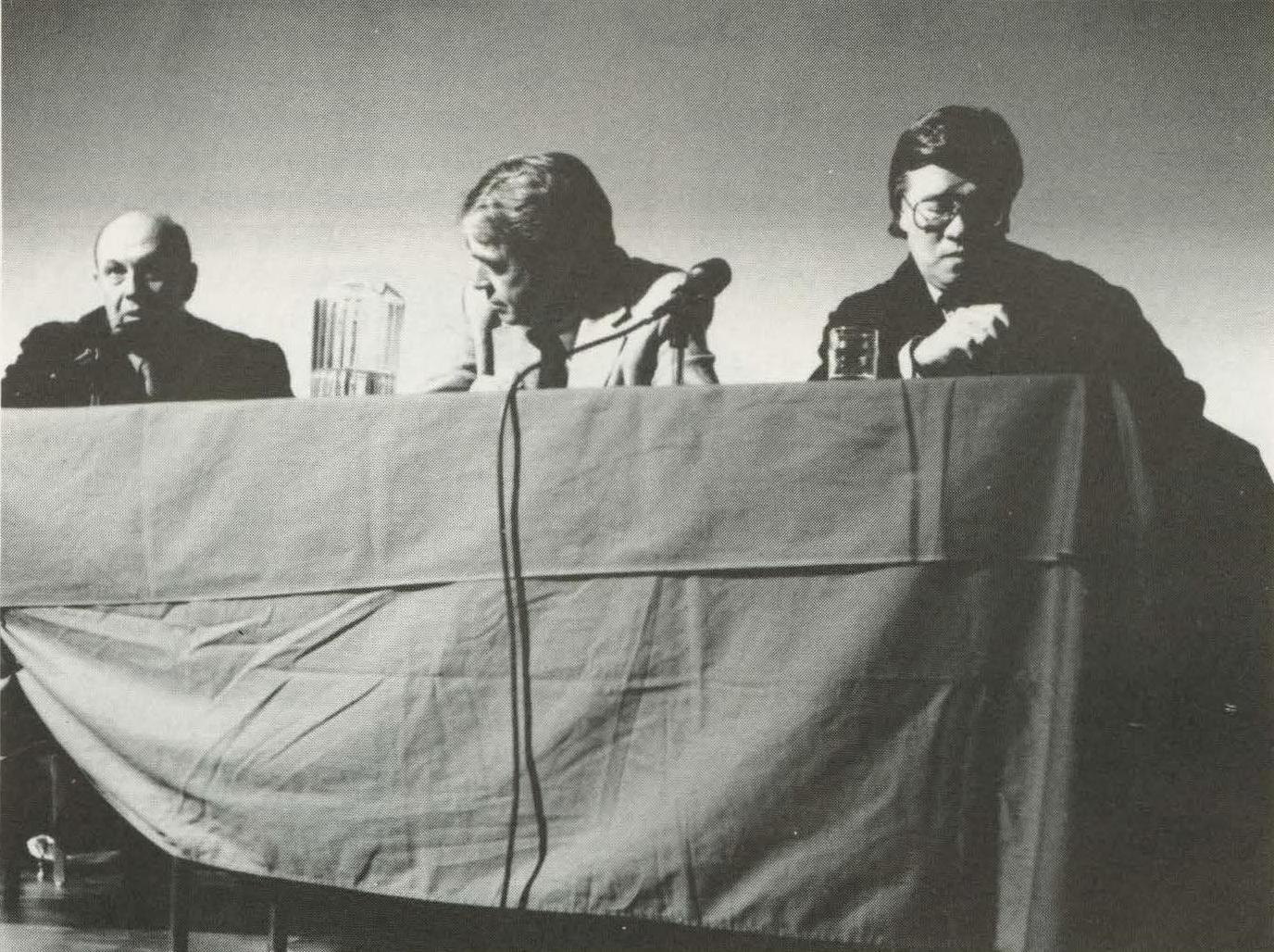
ブルース・デビッドソン(左)らと共同講演（右が本人、1986年）

ヒロはその独特な美的感覚、極端なまでのオリジナリティ、自身の視野を正確に表現する能力によって知られている。業界誌『American Photographer』は、1982年にヒロの特集号を出した。ヒロは、ピーター・マギル (Peter MacGill) が代表となっているニューヨークの Pace/MacGill Gallery を代理者としている。
2021年8月15日、ペンシルベニア州アーウィナの自宅で死去。90歳没。